# Hydroid
Hydroidy – komórki przystosowane do przewodzenia wody w rdzeniu gametoforów mchów. Wraz z leptoidami tworzą tkankę przewodzącą, niezbyt wydajną w swej funkcji (mchy korzystają nie tylko z wody pobieranej z podłoża, ale także absorbowaną z otoczenia całą powierzchnią). Hydroidy w dojrzałym stadium funkcjonalnym są komórkami martwymi, o dość dużym świetle, o zgrubiałych ścianach bocznych i skośnych, cienkich ścianach poprzecznych (oddzielających komórki położone nad sobą w gametoforze). 